# شهدخوار سینه‌بنفش
شهدخوار سینه‌بنفش (نام علمی: Cinnyris chalcomelas) یک گونه از پرندگان خانواده شهدخواران است و در کنیا و سومالی یافت می‌شود.